# Simon Church
Simon Richard Church (født 10. december 1988 i Amersham, England) er en engelsk/walisisk tidligere fodboldspiller (angriber). 
Church spillede gennem karrieren for en lang række klubber i de lavere engelske rækker, samt i både Skotland og Holland. Længst tid tilbragte han hos Reading, som han i 2012 var med til at sikre oprykning til Premier League, omend han aldrig nåede at spille en kamp i den bedste engelske liga. Han stoppede karrieren i 2018 efter et kortvarigt ophold hos Plymouth Argyle.
Church spillede desuden 38 kampe og scorede tre mål for Wales' landshold. Selvom han var født og opvokset i England var han berettiget til at repræsentere Wales, da hans bedsteforældre var walisere. Han debuterede for holdet i en venskabskamp mod Estland 29. maj 2009. Han var en del af den walisiske trup til EM 2016 i Frankrig, landets første slutrundedeltagelse i 58 år. Han var på banen i to af landets kampe i turneringen, hvor waliserne overraskende nåede helt frem til semifinalen. Netop semifinalenederlaget til de senere europamestre fra Portugal blev Churchs sidste landskamp.